# 王良賓
王良賓（1472年—？），字明翰，四川夔州府达县人，民籍，明朝政治人物。

## 生平
四川鄉試第二十五名舉人。弘治十二年（1499年）中式己未科會試第一百七十名，三甲第四十三名進士。

## 家族
曾祖王鑑；祖王仕能，倉大使；父王玟，知縣。母牟氏。具庆下。兄尚賓、嘉宾、弟贤宾。